# Gegeneophis goaensis
Espèce
Statut de conservation UICN

 DD  : Données insuffisantes
Gegeneophis goaensis est une espèce de gymnophiones de la famille des Indotyphlidae.

## Systématique
L'espèce Gegeneophis goaensis a été décrite en 2007 par les herpétologistes indiens Gopalakrishna Bhatta (d), K. P. Dinesh (d), P. Prashanth (d) et Nirmal U. Kulkarni (d).

## Répartition
Cette espèce est endémique de l'État de Goa en Inde. Elle se rencontre entre 32 et 42 m d'altitude.

## Étymologie
Son nom d'espèce, composé de goa et du suffixe latin -ensis, « qui vit dans, qui habite », lui a été donné en référence au lieu de sa découverte.

## Publication originale
- (en) Gopalakrishna Bhatta, K. P. Dinesh, P. Prashanth et Nirmal U. Kulkarni, « A new species of Gegeneophis Peters (Amphibia: Gymnophiona: Caeciliidae) from Goa, India », Zootaxa, Magnolia Press (d), vol. 1409, no 1,‎ 19 février 2007, p. 51-59 (ISSN 1175-5334 et 1175-5326, OCLC 49030618).